# Christian Seidenbusch
Christian Seidenbusch (* 15. Juli 1837 in München; † 15. März 1898 ebenda) war ein bayerischer Unterhaltungskünstler.

## Leben
Zeitgenössische Angaben bezeichnen ihn als Komiker, Liedautor, Komponist und Volkssänger. Im Hauptberufe gelernter Schriftsetzer, beherrschte er aber auch den Noten-Satz. Die Anregung, eigene Lieder und Couplets zu verfassen, erhielt er am Arbeitsplatz: bei den Druckern, in deren Werkstätten Musik und humoristische Texte für die Volkssänger vervielfältigt wurden.
Gleichsam an der Quelle sitzend, druckte er seine eigenen Werke heimlich nebenbei und schmuggelte sie unter die ausgehenden Lieferungen. Bald hatte er damit erste Erfolge. Er gab die Schriftsetzerei auf und wurde Volkssänger, der sich mit seiner Gitarre selbst begleitete. So zog er übers Land, erst durch die Wirtshäuser und später in die Singspielhallen, wo er als Humorist im schwarzen Frack auftrat.
In einem gereimten Selbstporträt stellte er sich wie folgt vor:
»Schwarzbefrackter

Vielbelachter

Im Wirtshaus singender

Um Beifall ringender

G’sichter schneidender

Unsinn treibender

Rauch verschlingender

Humor bringender

“Bitte sehr” stammelnder

Münzen einsammelnder

Unterhaltungs-Anregungsbeflissener«.
In München schloss er sich zuerst der Sängergesellschaft Helmstädt an, dann dem Komiker Landshammer, um schließlich 1872 zu Anderl Welsch zu stoßen, der eben seine Truppe zusammenstellte. Mit den Komikern Jakob Geis und Max Königshöfer bildete er ein Komiker-Trio, mit dem er im Gasthaus Oberpollinger „Lachsalven der Zuhörer auslöste“. Geis und Seidenbusch galten damals als die beliebtesten Münchner Komiker.
Seidenbusch war durchaus vielseitig begabt. Zu den Vorstellungen der Gesellschaft von "Papa" Geis trug er nicht nur zahlreiche Vorträge als Verfasser bei, sondern sang auch als Bassist und trat sogar als Damenimitator auf.
Jährlich erschien von ihm „Ein Sträußchen komischer Vorträge“, deren letztes die Nummer 22 trägt. Sie wurden beim Münchener Verlag von Heinrich Bauderer in der Reihe »Münch'ner Blut« veröffentlicht, welche in der Bayerischen Staatsbibliothek einsehbar ist.
Seidenbuschs Gegenstände, die er sowohl in Couplets und Einzelvorträgen als auch in dramatischen Szenen behandelte, waren dem Alltagsleben der kleinen Leute entnommen: sie spielten “im Wartesaal III.Klasse”, vor Gericht, beim Photographen oder bei Festen (wie der Gratulation zum Namenstag), unter Bauern, Kleinbürgern und Handwerksburschen. In den Solovorträgen kamen sprachspielerische Einfälle (wie die Transposition des urmünchnerischen Liedes vom Alten Peter in andere deutsche Mundarten, oder Gedanken darüber, „was sich reimt“), Studien über menschliche Charaktere („Lügen muß man können“, „Die Gutmütigen“) und aktuelle Zeiterscheinungen wie das Veloziped oder die „Vegetarianer“ zum Tragen. Ebenso beherrschte Seidenbusch aber auch die Typenkomik, wenn er „Pantoffelritter“, Strohwitwer oder, den eigenen Stand reflektierend, reisende Künstler auf die Bühne stellte.
Seidenbusch starb mit 61 Jahren an den Folgen einer Gesichtsrose.
Als Seidenbusch starb, war das Grammophon gerade einmal drei Jahre alt. So ist es kein Wunder, dass es keine Aufnahmen seiner Stimme gibt; zumindest hat man bis jetzt keine gefunden. Nur in seinen gedruckten Couplets und Vorträgen ist er für die Nachwelt lebendig geblieben.

## Werke (Auswahl)

### Vorträge, Couplets
- Ein Sträußchen komischer Vorträge (mit Musikangabe) hrsg. von Ch. L. Seidenbusch, f. Gesang mit Gitarre. München, im Selbstverl.
- Ein Sträußchen humoristischer Damen-Vorträge, hrsg. von Ch. L. Seidenbusch. Freising; Datterer; München; im Selbstverl.
- Was sich reimt: Couplet. München : Bauderer, ca. 1910. – [3] S. Reihe Münch'ner Blut, Band 195
- Lügen muß man können: Prosa-Couplet. München : Bauderer, ca. 1910. – [5] S. Reihe: Münch'ner Blut, Band 204
- So lang der alte Peter..: in versch. Dialekten, von Chr. Seidenbusch. München, Verlag Bauderer, 3 S.  Reihe Münch'ner Blut, Band 234

### Originalszenen
- Sein Bauernhof. Ländliche Originalscene. Neu bearbeitet für 4 Herren und 2 Damen von Alois Hönle. München; Heinr. Bauderer; [1909]; 16 S.
- Die Namenstag-Gratulation. Komische Szene für 3 Herren. München; Hch. Bauderer; [ca. 1910]; 8 S.
- Nach Mitternacht. Komische Duoszene für 1 Herrn und 1 Dame oder für 2 Herren.  München; Hch. Bauderer; [ca. 1910]; 7 S.
- Im Wartesaal III. Klasse. Komische Duoszene für 2 Herren. München ; Hch. Bauderer; [ca. 1910] ; 8 S.
- Das Vorverhör. Ländlich-komische Szene für 3 Herren. München ; Heinrich Bauderer; [ca. 1912] ; 12 S.
- Ein Kleeblatt. Komische Handwerksburschen-Szene für 3 Herren. München ; Heinrich Bauderer; [ca. 1912] ; 16 S.
- Vorgeladen. Komische Bauern-Gerichtsscene für 3 Herren. München ; Hch. Bauderer; [ca. 1912] ; 12 S.
- Wer hat den Hausschlüssel? oder Eine nächtliche Konversation. Komische Szene für 3 Herren von Chr. Seidenbusch. München; H. Bauderer; [ca. 1914]; 12 S.

Preis führt in ihrer Dissertation noch weitere Werke Seidenbuschs an ; daraus als Beispiele:
a) Vorträge (aus: Münch'ner Blut Abteilung A) :
- Der Strohwitwer. Solovortrag (Nr. 185)
- Ein reisender Künstler. Solovortrag (Nr. 186)
- Ein Mann der Zeit. Kom. Soloscene (Nr. 187)
- Der Muggendorfer Seppl in der Stadt. Hum. Solovortrag (Nr. 192)
- Stadt und Land. Couplet (Nr. 193)[14]
- Die Gutmütigen. Duett (Nr. 201)
- Ein Pantoffelritter. Kom. Intermezzo (Nr. 232)
- Ein Straßenbummler. Kom. Intermezzo (Nr. 233)[15]

b) Szenen:
- Ein sonderbares Veloziped. Komische Scene von Chr. Seidenbusch[16]
- Heimath, Original-Scene von Ch. Seidenbusch[17]

aus: Münch'ner Blut Abteilung B:
- Abonnirt. Komische Szene von Chr. L. Seidenbusch (Nr. 28)
- Kaspar, Melchior und Balthasar. Komische Szene von Chr. Seidenbusch (Nr. 29)
- Zwei Annoncen. Komische Szene, arrangiert von Chr. Seidenbusch (Nr. 30)[18]
- Die Vegetarianer. Komische Szene von Ch. L. Seidenbusch (Nr. 31)
- Nach Amerika. Komische Szene von Chr. Seidenbusch(Nr. 32)
- Der Brautwerber. Komische Szene für 2 Herren und 1 Dame von Ch. L. Seidenbusch (Nr. 33)
- Eine Wahlbesprechung in Dummersdorf. Komische Szene für 4 Herren von Chr. Seidenbusch (Nr. 41)
- Eine unangenehme Nachricht. Komische Szene für 4 Herren von Chr. Seidenbusch (Nr. 47)[19]
- Die hohle Gasse. Komische Szene mit Gesang für 4 Herren von Chr. Seidenbusch, bearbeitet von A. Hönle (Nr. 48)
- Die Gemeindesitzung oder der Verschönerungsverein. Ländlich-komische Scene für 4 Herren von Chr. Seidenbusch (Nr. 98)
- Hans und Hiasl beim Photographen. Komische Szene für 2 Herren von Chr. Seidenbusch (Nr. 143)